# Sedlice (ort i Tjeckien, Mellersta Böhmen, lat 49,69, long 15,09)
Sedlice är en ort i Tjeckien.   Den ligger i regionen Mellersta Böhmen, i den centrala delen av landet, 70 km sydost om huvudstaden Prag. Sedlice ligger 412 meter över havet och antalet invånare är 224.
Terrängen runt Sedlice är lite kuperad. Runt Sedlice är det ganska glesbefolkat, med 28 invånare per kvadratkilometer. Närmaste större samhälle är Zruč nad Sázavou, 6,0 km norr om Sedlice. Omgivningarna runt Sedlice är en mosaik av jordbruksmark och naturlig växtlighet.